# Palácio das Obras Novas

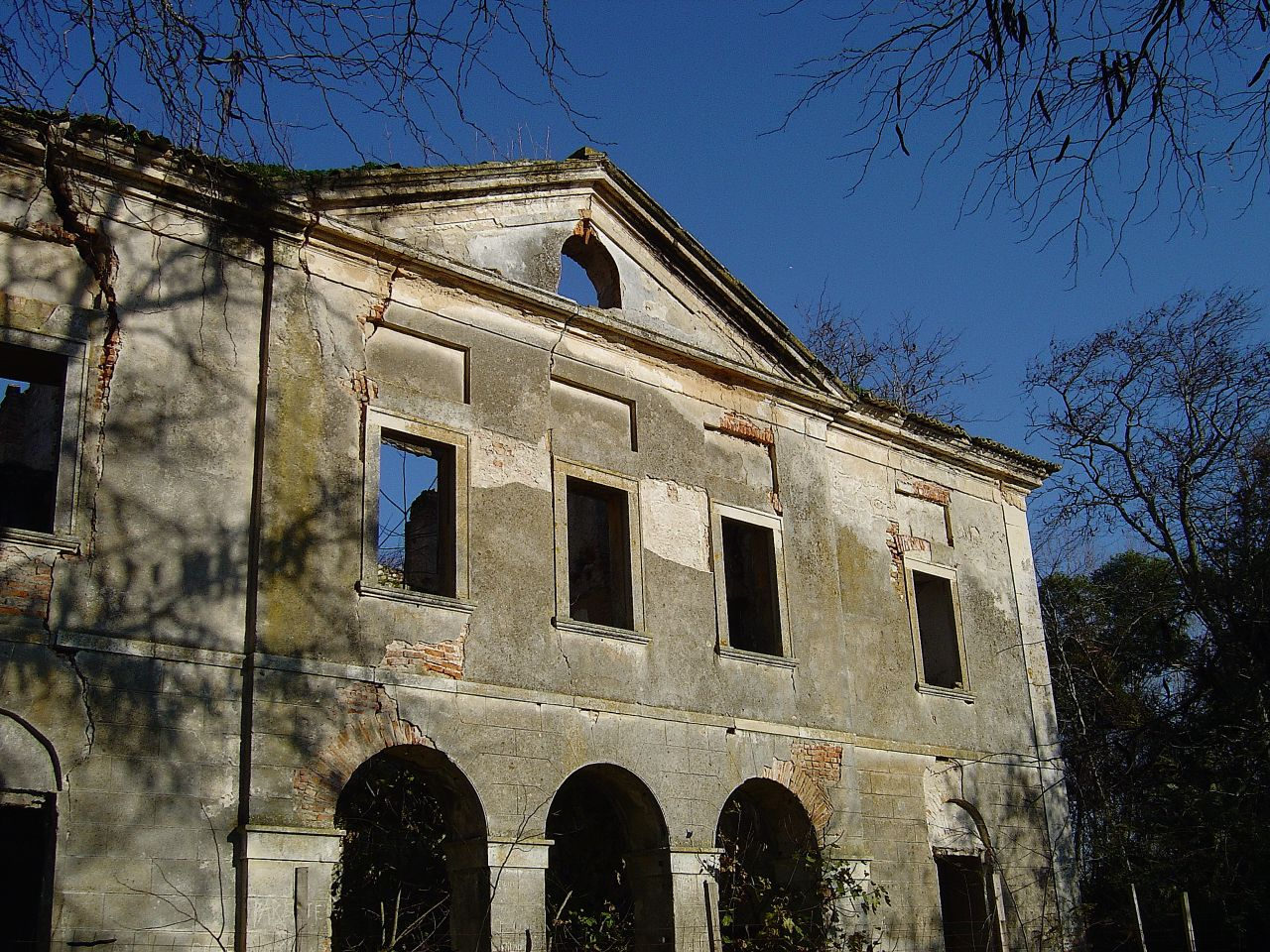

O Palácio das Obras Novas, na Azambuja, também conhecido por Palácio da Rainha, foi mandado construir pela Rainha D. Maria I, também responsável pela abertura da Vala Nova ou Vala Real.
A Vala Real liga ao Tejo e está integrada numa rede de canais de escoamento dos campos de cultivo de Azambuja e Santarém, e servia de paragem para a carreira fluvial que ligava Lisboa a Constância. O palácio fazia assim as funções de estalagem e controlo de tráfego de passageiros e mercadorias que circulavam pela Vala Real, encontrando-se abandonado desde o início do século XX.